# Major League Soccer (2003)
Major League Soccer w roku 2003 był ósmym sezonem tych rozgrywek. Po raz drugi w historii mistrzem MLS został klub San Jose Earthquakes, natomiast wicemistrzem Chicago Fire.

## Sezon zasadniczy

### Konferencja Wschodnia
| #  | Drużyna                | M  | Z  | ZPD | R | PPD | P | Bramki | Punkty | Uwagi    |
| -- | ---------------------- | -- | -- | --- | - | --- | - | ------ | ------ | -------- |
| 1. | Chicago Fire           | 30 | 14 | 1   | 8 | 0   | 7 | 53:43  | 53     | Play Off |
| 2. | New England Revolution | 30 | 10 | 2   | 9 | 1   | 8 | 55:47  | 45     | Play Off |
| 3. | MetroStars             | 30 | 8  | 3   | 9 | 1   | 9 | 40:40  | 42     | Play Off |
| 4. | D.C. United            | 30 | 10 | 0   | 9 | 5   | 6 | 38:36  | 39     | Play Off |
| 5. | Columbus Crew          | 30 | 9  | 1   | 8 | 3   | 9 | 44:44  | 38     |          |

### Konferencja Zachodnia
| #  | Drużyna              | M  | Z  | ZPD | R | PPD | P  | Bramki | Punkty | Uwagi    |
| -- | -------------------- | -- | -- | --- | - | --- | -- | ------ | ------ | -------- |
| 1. | San Jose Earthquakes | 30 | 14 | 0   | 9 | 0   | 7  | 45:35  | 51     | Play Off |
| 2. | Kansas City Wizards  | 30 | 9  | 2   | 9 | 0   | 10 | 48:44  | 42     | Play Off |
| 3. | Colorado Rapids      | 30 | 10 | 1   | 7 | 0   | 12 | 40:45  | 40     | Play Off |
| 4. | Los Angeles Galaxy   | 30 | 7  | 2   | 9 | 1   | 11 | 35:35  | 36     | Play Off |
| 5. | Dallas Burn          | 30 | 6  | 0   | 5 | 1   | 18 | 35:64  | 23     |          |

Aktualne na 26 marca 2018. Źródło:https://www.flashscore.pl/pilka-nozna/usa/mls-2003/tabela/
Zasady ustalania kolejności: 1. liczba zdobytych punktów; 2. różnica zdobytych bramek; 3. większa liczba zdobytych bramek.

## Play off
W  ćwierćfinale rozgrywano dwumecze, nie obowiązywała zasada bramek na wyjeździe. Półfinały i finał rozgrywano w formie pojedynczego meczu. Gdy rywalizacja w dwumeczu ćwierćfinałowym jak i w meczach półfinałowych lub finałowym był remis, rozgrywano dogrywkę 2 x 15 minut. W dogrywce obowiązywała zasada złotej bramki.

### Ćwierćfinał

#### Para nr 1
| 11 listopada 2003                                                          | MetroStars                                               | 0:2   | New England Revolution            |                                                                                 |
|                                                                            |                                                          | (0:1) | 17' Darío Fabbro · 65' Pat Noonan | Giants Stadium, East Rutherford, New Jersey Widzów: 10 211 Sędzia: Terry Vaughn |
| Clint Mathis 7' · Amado Guevara 41' · Joey DiGiamarino 69' · Mark Lisi 90' | 4' Marshall Leonard · 38' Jay Heaps · 75' Shalrie Joseph | (0:1) |                                   | Giants Stadium, East Rutherford, New Jersey Widzów: 10 211 Sędzia: Terry Vaughn |

| 29 listopada 2003                     | New England Revolution                | 1:1   | MetroStars            |                                                                              |
|                                       | Pat Noonan 21'                        | (1:1) | 45' (k) Amado Guevara | Foxboro Stadium, Foxborough, Massachusetts Widzów: 14 283 Sędzia: Ali Saheli |
| Carlos Llamosa 45' · Rusty Pierce 82' | 53' Amado Guevara · 78' Ricardo Clark | (1:1) |                       | Foxboro Stadium, Foxborough, Massachusetts Widzów: 14 283 Sędzia: Ali Saheli |

Dwumecz wygrało New England Revolution wynikiem 3:1.

#### Para nr 2
| 11 listopada 2003                                                                    | D.C. United                                                 | 0:2   | Chicago Fire                      |                                                                                          |
|                                                                                      |                                                             | (0:1) | 4' Andy Williams · 94' Ante Razov | Robert F. Kennedy Memorial Stadium, Waszyngton Widzów: 15 202 Sędzia: Ricardo Valenzuela |
| Christo Stoiczkow 14' · Brandon Prideaux 28' · Bryan Namoff 38' · Dema Kovalenko 74' | 36' Jesse Marsch · 40' DaMarcus Beasley · 59' Orlando Perez | (0:1) |                                   | Robert F. Kennedy Memorial Stadium, Waszyngton Widzów: 15 202 Sędzia: Ricardo Valenzuela |

| 29 listopada 2003                                                        | Chicago Fire                                                    | 2:0   | D.C. United |                                                                    |
|                                                                          | Damani Ralph 17' · Ante Razov 55'                               | (1:0) |             | Soldier Field, Chicago, Illinois Widzów: 15 312 Sędzia: Brian Hall |
| Ante Razov 28' · Jim Curtin 42' · Andy Williams 72' · Evan Whitfield 77' | 67' Mike Petke · 79' Eliseo Quintanilla · 82' Christo Stoiczkow | (1:0) |             | Soldier Field, Chicago, Illinois Widzów: 15 312 Sędzia: Brian Hall |

Dwumecz wygrało Chicago Fire wynikiem 4:0.

#### Para nr 3
| 11 listopada 2003                    | Los Angeles Galaxy                    | 2:0   | San Jose Earthquakes |                                                                                  |
|                                      | Sasha Victorine 59' · Carlos Ruiz 62' | (0:0) |                      | Dignity Health Sports Park, Carson, Kalifornia Widzów: 20 201 Sędzia: Noel Kenny |
| Danny Califf 32' · Hong Myung-bo 55' | 22' Brian Mullan · 77' Craig Waibel   | (0:0) |                      | Dignity Health Sports Park, Carson, Kalifornia Widzów: 20 201 Sędzia: Noel Kenny |

| 29 listopada 2003                        | San Jose Earthquakes                                                                         | 5:2 (pd.)  | Los Angeles Galaxy                 |                                                                                     |
|                                          | Jeff Agoos 21' · Landon Donovan 35' · Jamil Walker 50' · Chris Roner 90' · Rodrigo Faria 96' | (2:2, 4:2) | 7' Carlos Ruiz · 13' Peter Vagenas | Spartan Stadium, San Jose (Kalifornia), Kalifornia Widzów: 14 145 Sędzia: Alex Prus |
| Richard Mulrooney 27' · Brian Mullan 51' | 14' Tyrone Marshall · 36' Kevin Hartman                                                      | (2:2, 4:2) |                                    | Spartan Stadium, San Jose (Kalifornia), Kalifornia Widzów: 14 145 Sędzia: Alex Prus |

Dwumecz wygrało San Jose Earthquakes wynikiem 5:4, dzięki strzelonej w dogrywce złotej bramce.

#### Para nr 4
| 14 listopada 2003                     | Colorado Rapids                   | 1:1   | Kansas City Wizards |                                                                                        |
|                                       | Nat Borchers 53'                  | (0:1) | 3' Wolde Harris     | Sports Authority Field at Mile High, Denver, Kolorado Widzów: 6 434 Sędzia: Brian Hall |
| Chris Carrieri 12' · Robin Fraser 48' | 16' Chris Klein · 90' Davy Arnaud | (0:1) |                     | Sports Authority Field at Mile High, Denver, Kolorado Widzów: 6 434 Sędzia: Brian Hall |

| 28 listopada 2003                   | Kansas City Wizards                                      | 2:0   | Colorado Rapids |                                                                                    |
|                                     | Igor Simutienkow 45' · Chris Klein 63'                   | (1:0) |                 | Arrowhead Stadium, Kansas City, Missouri Widzów: 10 712 Sędzia: Ricardo Valenzuela |
| Tony Meola 45' · Kerry Zavagnin 70' | 58' Zizi Roberts · 77' Nat Borchers · 89' Kyle Beckerman | (1:0) |                 | Arrowhead Stadium, Kansas City, Missouri Widzów: 10 712 Sędzia: Ricardo Valenzuela |

Dwumecz wygrało Kansas City Wizards wynikiem 3:1.

### Półfinał
| 114 listopada 2003   | Chicago Fire                                                             | 1:0 (pd.)  | New England Revolution |                                                                      |
|                      | Chris Armas 101'                                                         | (0:0, 0:0) |                        | Soldier Field, Chicago, Illinois Widzów: 14 610 Sędzia: Terry Vaughn |
| DaMarcus Beasley 65' | 37' Carlos Llamosa · 54' Jay Heaps · 87' Steve Ralston · 95' Jason Moore | (0:0, 0:0) |                        | Soldier Field, Chicago, Illinois Widzów: 14 610 Sędzia: Terry Vaughn |

| 215 listopada 2003                  | San Jose Earthquakes                                     | 3:2 (pd.)  | Kansas City Wizards                    |                                                                                       |
|                                     | Manny Lagos 61' · Brian Mullan 83' · Landon Donovan 117' | (0:0, 2:2) | 57' Igor Simutienkow · 72' Chris Klein | Spartan Stadium, San Jose (Kalifornia), Kalifornia Widzów: 16 108 Sędzia: Kevin Scott |
| Troy Dayak 73' · Rodrigo Faria 112' | 100' Kerry Zavagnin                                      | (0:0, 2:2) |                                        | Spartan Stadium, San Jose (Kalifornia), Kalifornia Widzów: 16 108 Sędzia: Kevin Scott |

### Finał
| 23 listopada 2003 | Chicago Fire                                 | 2:4   | San Jose Earthquakes                                                |                                                                                  |
| 12:30 PST         | DaMarcus Beasley 49' · Chris Roner 54' (sam) | (0:2) | 5' Ronnie Ekelund · 38', 71' Landon Donovan · 50' Richard Mulrooney | Dignity Health Sports Park, Carson, Kalifornia Widzów: 27 000 Sędzia: Brian Hall |
| 12:30 PST         | 15' Craig Waibel · 54' Eddie Robinson        | (0:2) |                                                                     | Dignity Health Sports Park, Carson, Kalifornia Widzów: 27 000 Sędzia: Brian Hall |